# International Tennis Championships 1998 - Qualificazioni doppio
Le qualificazioni del doppio  dell'International Tennis Championships 1998 sono state un torneo di tennis preliminare per accedere alla fase finale della manifestazione. I vincitori dell'ultimo turno sono entrati di diritto nel tabellone principale. In caso di ritiro di uno o più giocatori aventi diritto a questi sono subentrati i lucky loser, ossia i giocatori che hanno perso nell'ultimo turno ma che avevano una classifica più alta rispetto agli altri partecipanti che avevano comunque perso nel turno finale.
Le qualificazioni del doppio del torneo International Tennis Championships 1998 prevedevano 4 coppie partecipanti di cui una è entrata nel tabellone principale.

## Teste di serie
1. Gábor Köves /  Eric Taino (primo turno)

1. Assente

## Qualificati
1. Patrick McEnroe  /   Jared Palmer

## Tabellone

### Legenda
| - Q = Qualificato - WC = Wild card - LL = Lucky loser | - ALT = Alternate - SE = Special Exempt - PR = Protected Ranking | - w/o = Walkover - r = Ritirato - d = Squalificato |

|  | Primo turno                    | Primo turno                    | Primo turno                  | Primo turno | Primo turno |  |  | Ultimo turno                 | Ultimo turno                 | Ultimo turno                 | Ultimo turno | Ultimo turno |  |
|  |                                |                                |                              |             |             |  |  |                              |                              |                              |              |              |  |
|  |                                | Patrick McEnroe Jared Palmer   | Patrick McEnroe Jared Palmer | 6           | 7           |  |  |                              |                              |                              |              |              |  |
|  | 1                              | Gábor Köves Eric Taino         | Gábor Köves Eric Taino       | 4           | 6           |  |  | Patrick McEnroe Jared Palmer | Patrick McEnroe Jared Palmer | Patrick McEnroe Jared Palmer | 6            | 7            |  |
|  | Michael Joyce Cecil Mamiit     | Michael Joyce Cecil Mamiit     | 4                            | 6           | 6           |  |  | Michael Joyce Cecil Mamiit   | Michael Joyce Cecil Mamiit   | Michael Joyce Cecil Mamiit   | 3            | 5            |  |
|  | Keith Brill Davide Sanguinetti | Keith Brill Davide Sanguinetti | 6                            | 4           | 3           |  |  |                              |                              |                              |              |              |  |